# XO-4b
XO-4b es un planeta extrasolar que se encuentra a aproximadamente 956 años luz en la constelación de Lince. Fue descubierto usando el método de tránsito por McCullough el 19 de mayo de 2008. El planeta tiene una masa de 1,72 MJ y un radio de 1,34 RJ. Este planeta orbita muy próximo a su estrella de Tipo F, como es típico en los planetas en tránsito, quedando clasíficado como un Júpiter caliente.
Solo tarda 4,125 días (o 99 horas) en orbitar la distancia de 8,3 gigámetros (0,0555 UA que dista de la estrella. Como suele ser habitual en los Júpiter calientes, tiene una orbita circular (circularidad 0,9976). Es posible que este planeta tenga nubes compuestas de litio, sodio y potasio en la atmósfera superior, y nubes de silicato en la zona más profunda de la atmósfera.